# ジアン・フレミング
ジアン・フレミング（Zian Flemming、1998年8月1日 - ）は、オランダ・アムステルダム出身のサッカー選手。ミルウォールFC所属。ポジションはFW。

## クラブ経歴
2017年9月1日、ヨング・アヤックスの選手としてヨングPSV戦でプロデビュー。この試合で56分にプロ初ゴールを決めた。
2018年5月2日、PECズヴォレと3年契約を交わした。移籍初年度でリーグ戦28試合に出場し、6ゴールを決めた。KNVBカップのデ・フラーフスハップ戦ではキャリア初のハットトリックを含む計4得点を挙げた。フレミングは及第点の評価を与えられたものの、完全なレギュラーにはなれなかった。2019年9月2日、シーズン終了までNECナイメヘンにレンタル移籍した。
2020年8月26日、フォルトゥナ・シッタートに4年契約で移籍した。
2022年6月25日、ミルウォールFCに3年契約で移籍した。

## タイトル

### クラブ
ヨング・アヤックス
- エールステ・ディヴィジ : 1回 (2017-18)